# De Trinitate (Ilario di Poitiers)
De Trinitate, noto anche come De fide o Adversus Arianos libri, è un'opera di Ilario di Poitiers, dottore della Chiesa, scritta tra il 357 e il 360; appartiene al gruppo delle sue opere dogmatiche.
L'opera, divisa in 12 libri, è ritenuta il più profondo trattato teologico latino del IV secolo, inferiore soltanto all'omonimo trattato di Agostino d'Ippona. La sua opera fu la prima sintesi occidentale della dottrina trinitaria.

## Contenuto
- Libro I: Ilario racconta come ha scoperto la fede per la Religione cattolica, studiando i testi delle Sacre Scritture. Infatti narra che alla stessa maniera di Agostino, studiò varie ermeneutiche filosofiche sull'anima dell'uomo, rimanendo insoddisfatto, se non nella lettura della Bibbia è riuscito a trovare la consolazione. Il libro si conclude con una massima filosofica su Dio, che non può essere racchiuso in nessuna filosofia umana.
- Libro II: Sintesi della teologia della Trinità, partendo dall'analisi evangelica di Matteo 28,19-20[3].
- Libro III: Analisi della distinzione tra Padre e Figlio, in analogia con il Generante (Signore) e il Generato (Uomo).
- Libro IV: Prima confutazione dell'arianesimo, con il commento della lettera di Ario ad Alessandro vescovo di Alessandria d'Egitto.
- Libri V-VI: Confutazione dell'arianesimo con vari esempi e citazioni dai Padri della Chiesa.
- Libri VII-VIII-IX: nel settimo si dimostra la validità di Gesù come Figlio del Padre e Dio vero. Nel seguente si analizza l'unità del Padre e del Figlio, ossia lo Spirito Santo; e il nono libro confuta l'affermazione ariana sulla presunta inferiorità del Figlio rispetto al Padre.
- Libro X: Confutazione delle teorie sulle sofferenze umane di Cristo per dimostrare la sua inferiorità rispetto a Dio.
- Libro XI: Ultima analisi di Ilario sull'arianesimo, confutando l'inferiorità di Cristo, con esempi dalle Sacre Scritture.
- Libro XII: Analisi della frase biblica di Proverbi 8, 22, dimostrando che se il Padre è Padre, lo è proprio perché è Padre del Figlio Eterno.